# The Weather Channel

Logo von TWC

The Weather Channel, kurz TWC, ist ein Anbieter von Wettervorhersagen und wetterbezogenen Nachrichten im Kabel- und Satellitenfernsehen der Vereinigten Staaten. Er ist seit 2. Mai 1982 auf dem Markt. Der Sitz des Unternehmens befindet sich in Cobb County, Georgia.
Das Unternehmen wurde von dem Medienunternehmer Frank Batten und dem Wetteransager John Coleman gegründet.
The Weather Channel betreibt das Online-Portal weather.com mit Wettervorhersagen und weiteren Informationen zum Thema Wetter. Seit 2014 liefert der Anbieter die Wetterdaten in Apples iOS 8 für die hauseigene, native App „Apple Weather“ und löste damit Yahoo als Provider ab. Seit 2015 werden sie außerdem in einem Wetter-Widget der Benachrichtigungszentrale von OS X El Capitan genutzt.
2016 nutzte das neokonservative Medienportal Breitbart Ausschnitte des TWC, um in einem Artikel den anthropogen verursachten Klimawandel als Hoax darzustellen. TWC dementierte umgehend und veröffentlichte einen „point-by-point retort“ zu dem Artikel. Im Breitbart-Artikel wurde u. a. eine Karte mit den globalen Durchschnittstemperaturen über Land verwendet. TWC stellte klar, dass es sich dabei um ein unvollständige Darstellung handelte: Der Großteil der Erdoberfläche (rund 70 Prozent) ist mit Wasser bedeckt, Landflächen erwärmen und kühlen schneller ab. Nehme man alle Datensätze zusammen, werde dargestellt, dass es im November 2016 in der unteren Atmosphäre einen Temperaturanstieg gab.

## Ableger

### Deutschland
Unter dem Namen Der Wetterkanal wurde 1996 ein deutscher Ableger des Senders gegründet, der aus Düsseldorf sendete. Programminhalte und allgemeine Aufmachung waren ähnlich wie beim US-amerikanischen Pendant. Wegen geringer Einschaltquoten und den daraus resultierenden niedrigen Werbeeinnahmen wurde der Kanal Anfang 1998 wieder eingestellt.
Seit 2015 wird The Weather Channel Deutschland von BurdaForward betrieben, zu dem auch Focus Online gehört. BurdaForward ist Lizenznehmer für den deutschen Markt. Die redaktionellen Inhalte stammen von BurdaForward.

### Lateinamerika und Brasilien
1996 wurde zunächst in Argentinien ein spanischsprachiger Ableger gegründet, später wurde die Übertragung auf Mexiko, Peru und Chile ausgeweitet und 1998 eine portugiesischsprachige Version für den brasilianischen Markt eingerichtet. Gesendet wurde jeweils aus Atlanta, in den jeweiligen Ländern befanden sich nur Verkaufsbüros. 2002 wurden die Sender eingestellt.

### Vereinigtes Königreich
Im Vereinigten Königreich existierte von 1996 bis 1998 ein Ableger, der in einigen Kabelnetzen rund um die Uhr sowie vormittags über die Satellitenplattform von British Sky Broadcasting empfangen werden konnte. Versuche, den Kanal durch Zusammenlegung mit dem zur gleichen Zeit gegründeten britischen Ableger des aus Kanada stammenden The Weather Network zu retten, scheiterten, weshalb der Sender bereits nach zwei Jahren wieder eingestellt wurde.